# 史譜
史譜（1776年—1837年），字琴堂、一字蔭堂，號荔園，山東樂陵人，清朝政治人物，進士出身。

## 生平
史譜為嘉庆十年（1805年）乙丑科進士。嘉慶二十五年（1820年）擔任按察使銜分巡台灣兵備道。